# مرلین ریورا
مرلین ریورا (انگلیسی: Marilyn Rivera؛ زادهٔ ۱۹ فوریهٔ ۱۹۹۲) بازیکن فوتبال اهل گواتمالا است.
وی همچنین در تیم‌های ملی فوتبال Guatemala women's national under-20 football team و Guatemala women's national football team بازی کرده‌است.